# Jerzy Bachta
Jerzy Bachta (ur. 12 listopada 1947 w Dębicy, zm. 30 stycznia 1987 w Dębowym Polu) – polski pilot lotnictwa myśliwskiego, pilot doświadczalny programu PZL I-22 Iryda.

## Lotnicza droga
Po ukończeniu technikum mechanicznego wstąpił do WOSL w Dęblinie. Uczelnię ukończył w stopniu ppor. pil. w roku 1969. W 1980 roku uzyskał tytuł Pilota Roku 1980. W 1982 roku został przeniesiony do 45 eskadry doświadczalnej w Modlinie. Dokonywał oblotów po remontach samolotów TS-11 Iskra. 
W październiku 1986 roku – będąc pilotem 45 eskadry doświadczalnej – został włączony do zespołu pilotów doświadczalnych (szef inż. Ludwik Natkaniec, inż. Henryk Bronowicki, Zbigniew Nowakowski) realizujących badania w locie samolotu I-22 Iryda. 30 stycznia 1987, w najbardziej niebezpiecznym okresie prób flatterowych prototypu Irydy doszło do katastrofy w powietrzu, w wyniku drgań samowzbudnych typu flatter, w wyniku której Jerzy Bachta poniósł śmierć. Pośmiertnie został awansowany do stopnia podpułkownika. Osierocił żonę i trójkę dzieci. Został pochowany w Radomiu.